# Dove si spara di più
Dove si spara di più è un film del 1967, diretto da Gianni Puccini. Il film è una lettura in chiave western del dramma di Romeo e Giulietta

## Trama
Due famiglie di proprietari terrieri rivaleggiano aspramente. La questione è destinata a complicarsi quando il figlio degli uni e la figlia degli altri si dichiarano amore reciproco. L'unica soluzione possibile, a questo punto, è un bagno di sangue.